# Catalunya Teatral
Catalunya Teatral - Periòdic quinzenal d'obres escèniques, va ser una publicació quinzenal d'obres de teatre originària de l'any 1932 al 1937. Van editar almenys 112 obres fins al 1937. Després de la guerra, en una segona etapa de l'any 1946 fins al 2001, es van publicar obres irregularment, i amb certs canvis.
Publicava estrenes i reeditava obres selectes del repertori de teatre català. També aspirava a difondre el teatre pairal en un sentit ampli, sense limitacions ideològiques ni de forma. Per això incloïa obres de totes les tendències, de tota mena d'autors com Frederic Soler, Adrià Gual, Josep Maria de Sagarra, Ferran Soldevila, Josep Maria Folch i Torres, Joan Puig i Ferreter, Santiago Rusiñol, Lluís Elias. També alguns autors de teatre amateur o debutants, i alguns autors estrangers com: Bernard Shaw, Màxim Gorki o Federico G. Lorca.
La publicació estava creada i dirigida per la família Millà a Barcelona.